# 秋田県立仁賀保高等学校
秋田県立仁賀保高等学校（あきたけんりつ にかほこうとうがっこう）は、秋田県にかほ市象潟町字下浜山に所在する公立の高等学校。
名前は旧仁賀保町からとったが、旧象潟町域に所在し、最寄り駅は旧金浦町域の金浦駅である。
創立前、本荘由利地域では男女共学の普通高校が本荘高校しかなかったため、特例として山形県庄内地域の高校を受験することも許可されていた。それに伴い、旧3町での高校誘致の機運が高まり開校。高校名は仁賀保、最寄り駅は金浦、立地は象潟で落ち着いた。
吹奏楽部は創立当初から強豪で、全国大会2回の金賞を誇る。

## 部活動
- 運動系
  - バスケットボール（男子）、硬式野球、バレーボール（女子）、卓球、陸上、ソフトテニス、サッカー、ソフトボール（女子）、柔道、山岳、バドミントン
- 文化系
  - 吹奏楽、総合芸術、演劇、茶・華道、NCC（クッキング）同好会、Benkyo&Volunteer同好会。総合芸術部は平成25年度より解体し、美術部・PC部、文芸部・写真部に分かれている。

## 沿革
- 1977年（昭和52年）4月1日 - 開校
- 2003年（平成15年）4月 - 情報メディア科開設

## アクセス
- 羽後交通仁賀保高校線 「仁賀保高校前」下車[1][2]。

## 著名な出身者
- 海老名保 （ネイガー・プロジェクト代表）
- 西村春彦 (写真家)
- 藤本タツキ (漫画家)
- 阿部勇一（作曲家）